# Book Industry Study Group

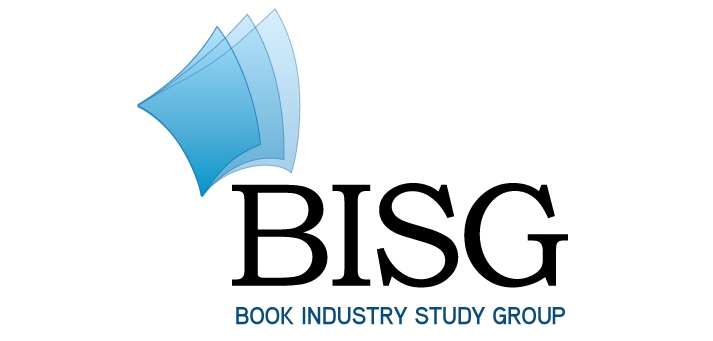
Logo du Book Industry Study Group.

Le Book Industry Study Group (BISG) est une organisation professionnelle américaine du secteur de l’édition de livres basée à New York. Elle a pour but de soutenir les acteurs de l’industrie du livre,, ainsi que de compiler des données statistiques sur le secteur (ventes, perspective de croissance...),.
L’organisation a été fondée en novembre 1975 lors d'une conférence tenue par une autre association, le Book Manufacturers Institute. 